# Nuro Tualibudane Amino
Nuro Tualibudane Amino (ur. 19 października 1973) – mozambicki piłkarz grający na pozycji pomocnika.

## Kariera klubowa
Swoją karierę piłkarską Nuro rozpoczął w klubie CD Maxaquene. Zadebiutował w nim w pierwszej lidze mozambickiej. W 1996 roku zdobył z nim Puchar Mozambiku.
W 1997 roku Nuro został zawodnikiem cypryjskiego klubu Nea Salamina. Z kolei w 1998 roku przeszedł do południowoafrykańskiego Jomo Cosmos. Występował w nim do 2001 roku. W pierwszej połowie 2002 roku grał w AmaZulu FC. Z kolei w latach 2002-2004 występował w wietnamskim Đà Nẵng FC, w którym zakończył karierę.

## Kariera reprezentacyjna
W reprezentacji Mozambiku Nuro zadebiutował 16 października 1994 w wygranym 3:1 meczu [[Puchar Narodów Afryki 1996 (kwalifikacje)}kwalifikacji do Pucharu Narodów Afryki 1996]] z Botswaną. W tym samym roku był w kadrze Mozambiku na Puchar Narodów Afryki 1998. Na nim rozegrał trzy mecze: z Egiptem (0:2), z Marokiem (0:3) i z Zambią (1:3). W kadrze narodowej grał do 2001 roku. Wystąpił w niej 20 razy i strzelił 6 goli.